# Журавлёв, Сергей Юрьевич (футболист)
Сергей Юрьевич Журавлёв (10 октября 1976) — российский футболист, выступавший на позиции защитника. Сыграл 16 матчей в российском высшем дивизионе.

## Карьера
Карьеру начал в клубе «Тюмень» в 1995 году, однако сначала выступал за фарм-клуб «Динамо-Газовик-Д» в Третьей лиге, за который за два года провёл 35 матчей. В высшем дивизионе дебютировал 1 ноября 1997 года в выездном матче 33-го тура против калининградской «Балтики», выйдя на замену Александру Бурову на 80-й минуте встречи. В том же году выступал за любительский клуб «Юниор» из Тюмени. Заключительный матч за «Тюмень» провёл в рамках кубка России 28 июня 1999 года против ижевского «Газовика-Газпрома».